# Grigorij Anikejevič Stroganov
Grigorij Anikejevič Stroganov (rusky Григорий Аникеевич Строганов, 1533? Solvyčegodsk, Moskevské velkoknížectví – 5. listopadu 1577 Orjol-Gorodok, Ruské carství) byl významný ruský průmyslník a obchodník. Byl členem kupecké rodiny Stroganovů.

## Život
Narodil se okolo roku 1533 v Solvyčegodsku do rodiny Anikeje Fjodoroviče Stroganova a Sofie Andrejevny Bakulevové. Měl staršího bratra Jakova a mladšího Semjona. Grigorijův otec Anikej se v Solvyčegodsku stal nejbohatším obchodníkem a rozvíjel vaření soli, těžbu rud a výměnný obchod s domorodými kmeny. Všechny své syny od dětství zapojoval do rodinného podnikání. Když mohl získat nové majetky, často je získával na jména svých synů.
V dubnu roku 1558 získal Anikej pro Grigorie od cara Ivana IV. Hrozného výsadní listinu na rozsáhlé neosídlené pozemky v oblasti bývalého Velkopermského knížectví. Tyto pozemky se nacházely po obou stranách řeky Kamy v délce 88 verst, od ústí řeky Lysvy a Pyzněnské Kurje až po ústí řeky Čusovaja, a zahrnovaly celkem 3 415 840 desjatin.
V roce 1564, po obdržení povolení od carské vlády, založil Grigorij Stroganov opevněné městečko Orlovský volok, později známé jako Kergedan (Orjol-Gorodok).
V srpnu 1572 nařídil car Ivan IV. Hrozný v reakci na zabití 87 ruských obchodníků povstalci z řad Čeremisů a Baškirů v okolí měst Kankara a Kergedan bratrům Jakovovi a Grigorijovi Stroganovovým zorganizovat vojenskou výpravu proti vzbouřencům. Car jim dal za úkol „vybrat schopné muže, vést proti nim válku a přivést je pod carskou moc“.
Po smrti otce se mezi Grigorijem a Jakovem na jedné straně a jejich mladším bratrem Semjonem, který žil v Solvyčegodsku, na druhé straně, vyvinulo nepřátelství, jehož příčiny zůstávají nejasné. Spor byl vyřešen roku 1573 carským soudem, který rozhodl ve prospěch Grigorije a Jakova a Semjon byl uznán vinným. Po otcově smrti Grigorij také věnoval rozsáhlé pozemky a velké dary carské rodině a klášterům na nově získaných územích.
Roku 1573 uspořádal sibiřský chán Kučum výpravu proti Stroganovovým majetkům, protože se obával jejich rostoucí moci. Velká skupina sibiřských Tatarů, Ostjaků a Vogulů vedená knížetem Mamatkulem zaútočila 2. června na městečko Kankor, ale nedokázala ho dobýt. Přesto však Mamatlukův oddíl zabil mnoho místních obyvatel, kteří se podrobili ruské nadvládě. Jakov a Grigorij Stroganovovi vyslali z Kankoru velký oddíl, který přinutil Mamatkulovy síly ustoupit za Ural. Stroganovové pak pronásledovali Tatary a cestou napadli sídla Ostjaků a Vogulů, kteří se připojili k Mamatkulovi nebo mu jinak pomáhali. Mnozí obyvatelé byli zabiti, „ženy a děti byly zajaty a sídla vypálena“.
V březnu 1574 povolal car Ivan Hrozný bratry Jakova a Grigorije Stroganovovi do Alexandrovské slobody, kde s nimi vedl několik dlouhých rozhovorů. Podrobně se jich vyptával na situaci ve Velkém Permu a na Sibiři a na jejich názory ohledně opatření proti Tatarům a sibiřskému chánovi Kučumovi. V květnu téhož roku získali Jakov a Grigorij Stroganovové od cara nové výsadní listiny na rozsáhlá území za Jugorským kamenem, včetně oblastí na Tachčeji, Tobolu, Irtyši a Obu (Vagranské země o rozloze 887 325 desjatin, Turinské vřesoviště o rozloze 99 110 desjatin a Zaoserská pustina o rozloze 238 325 desjatin).
Grigorij Stroganov žil v Orjol-Gorodku, který sám založil.
V listopadu 1577 Grigorij Anikejevič Stroganov zemřel a byl pohřben v chrámu Zvěstování Panny Marie v Solvyčegodsku. Jeho majetek zdědil jeho syn Nikita Stroganov.

## Rodina a děti
Grigorij Stroganov byl dvakrát ženatý. Jeho první manželkou byla Mavra Grigorjevna Butusina (1537–1574). Z toho manželství měl následující děti:
- Irina
- Marfa
- Kuzma
- Nikita
- Ivan (asi 1561–1565)
- Vasilij (asi 1565–1568).

Kolem roku 1575 se podruhé oženil s Irinou Nesejancovou († 1595), toto manželství zůstalo bezdětné.